# Chainosauria
Chainosauria — клада аномодонтових терапсидів (Anomodontia). Вона включає в себе дицинодонтів  (Dicynodontia) і базальні таксони Patranomodon і Galeops.